# Урлауб, Иван Яковлевич
Иван Яковлевич Урлауб (настоящее имя Теодор Иоганн Урлауб; 4 [16] мая 1856 — 1936) — предприниматель, оптик-механик, купец 2-й гильдии. Обладатель Золотой медали, которую ему вручил Николай II за заслуги по созданию оптических приборов. Основатель и руководитель фирмы «Фабрика оптических инструментов». Оптик Императорской Военно-медицинской академии.

## Биография
Его дед, Август Урлауб, родился в Ганау. Он был живописцем, его жена  - Генриетта Урлауб. У них было трое детей — два сына и дочь. В середине 1830-х годов Август Урлауб переехал в Петербург вместе с детьми. Сыновья Августа Урлауба — Фёдор и Яков — были актерами императорского театра, они обладали хорошими вокальными данными.
Иван Яковлевич Урлауб родился в 1856 году в Санкт-Петербурге. Отец - Яков Августович Урлауб (1815—1878), мать - Маргарита Гане, родившаяся в 1829 году, была дочерью сардинского купца. Со временем его отец стал преподавателем Санкт-Петербургских гимназий и Коммерческого училища.
Иван Урлауб получил образование в Училище Святой Екатерины в Санкт-Петербурге. В период с 1870 по 1874 год он изучал оптическое дело, устроившись на работу в оптический магазин. С 1874 по 1877 год получал образование за границей с целью усовершенствования своих теоретических и практических знаний в области физической оптики, он путешествовал на свои собственные средства.
По возвращении из Европы в Санкт-Петербург он изучил полный курс физики, его педагогом был инженер-технолог А. И. Ганне, и специальную часть офтальмологии под руководством доктора медицины Э. Ф. Классена.
В 1877 году Иван Урлауб открыл свою фирму «Фабрику оптических инструментов». Его мастерская и магазин находились по адресу Невский проспект, 44, там же жил сам владелец фирмы. Здание сохранилось до нашего времени. В момент открытия своего дела он был уже очень опытным специалистом, и с первых же лет работы смог конкурировать с теми, кто работал в этой сфере давно.
Первый магазин Ивана Урлауба фигурирует в справочных книгах Петроградского купечества за 1877—1898 годы.

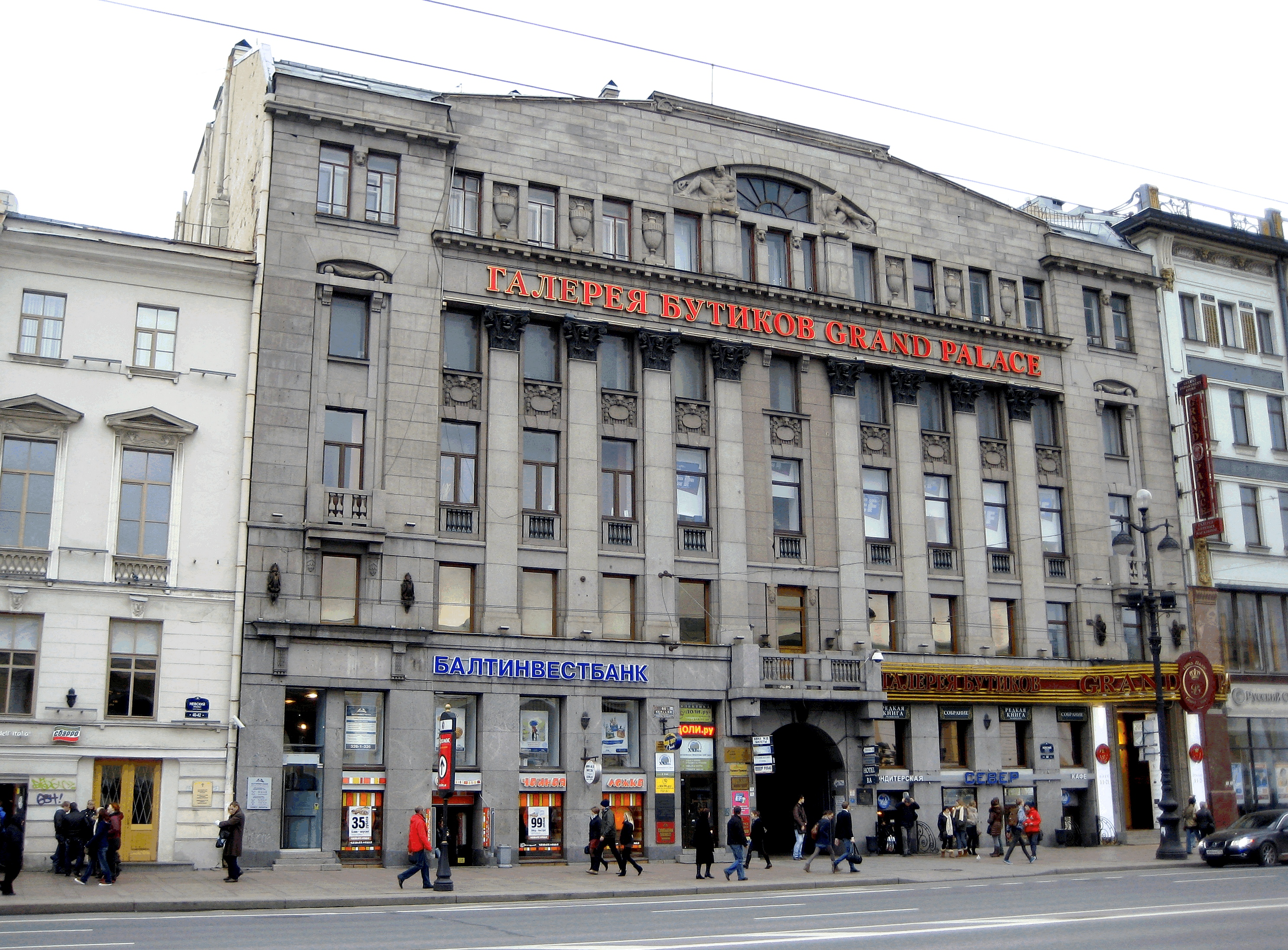
"Фабрика оптических инструментов" Ивана Урлауба находилась в доме по адресу Невский проспект, 44
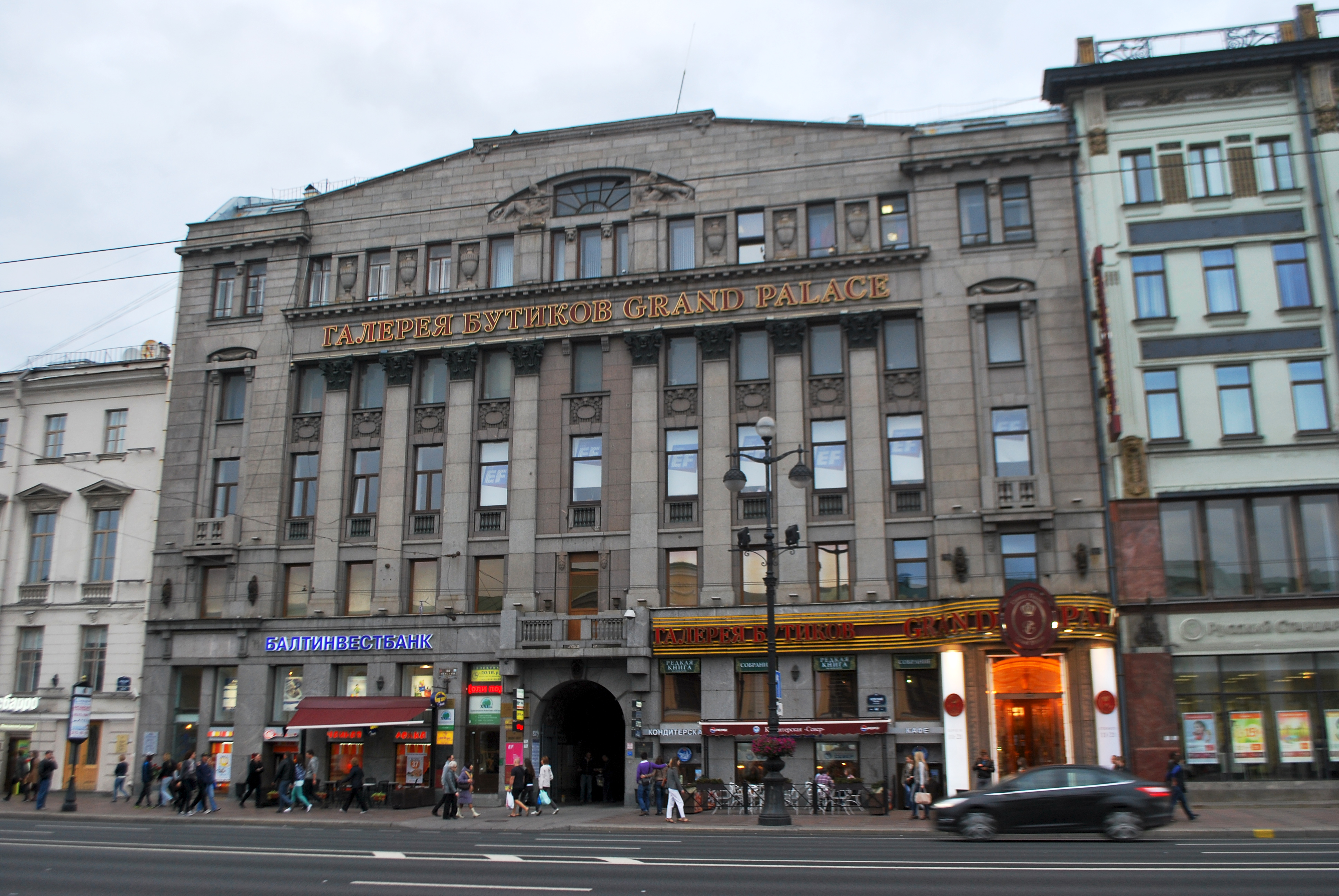
Здание сохранилось до наших дней
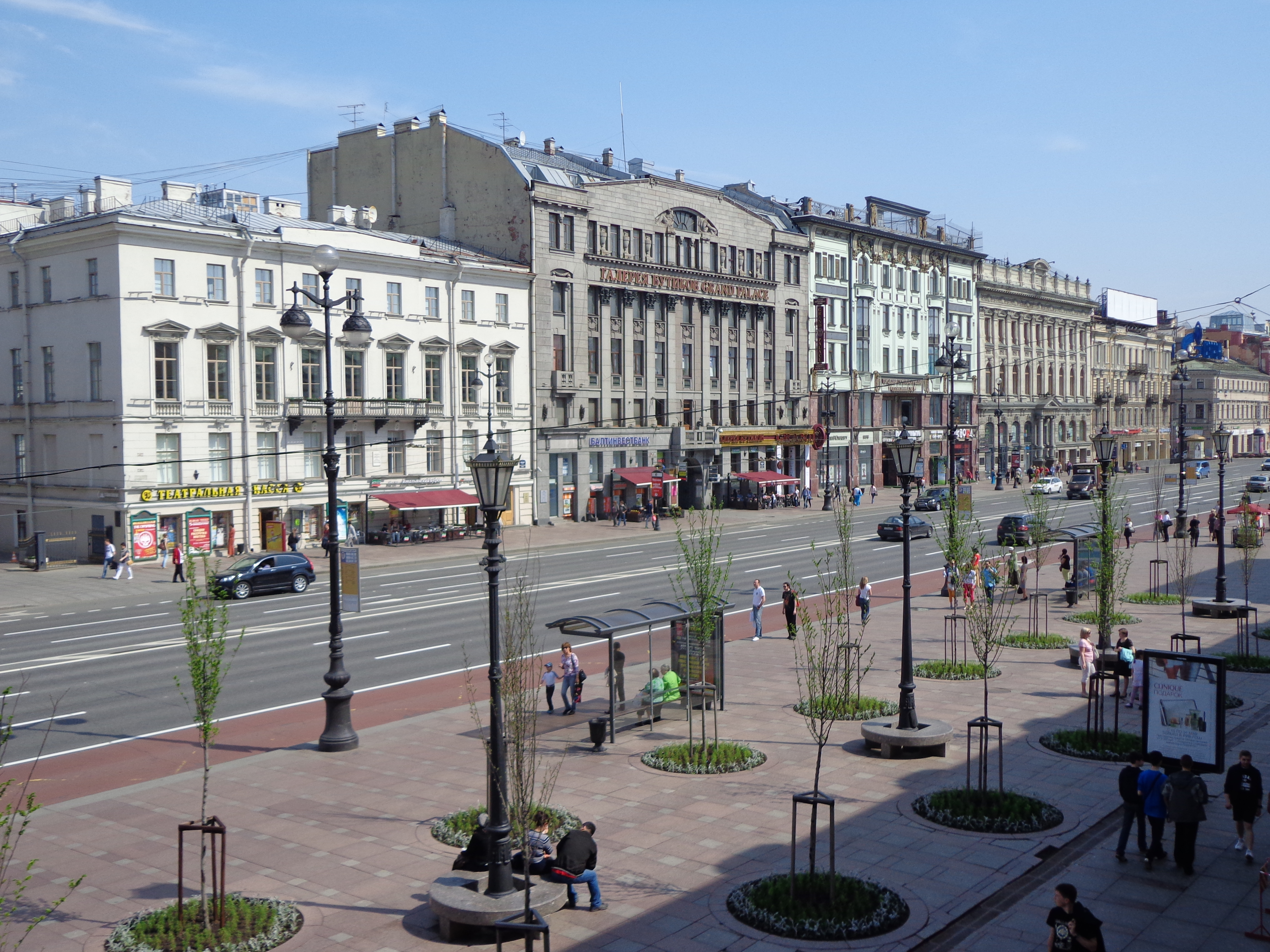
В доме был его магазин, мастерская, здесь же жил и сам купец
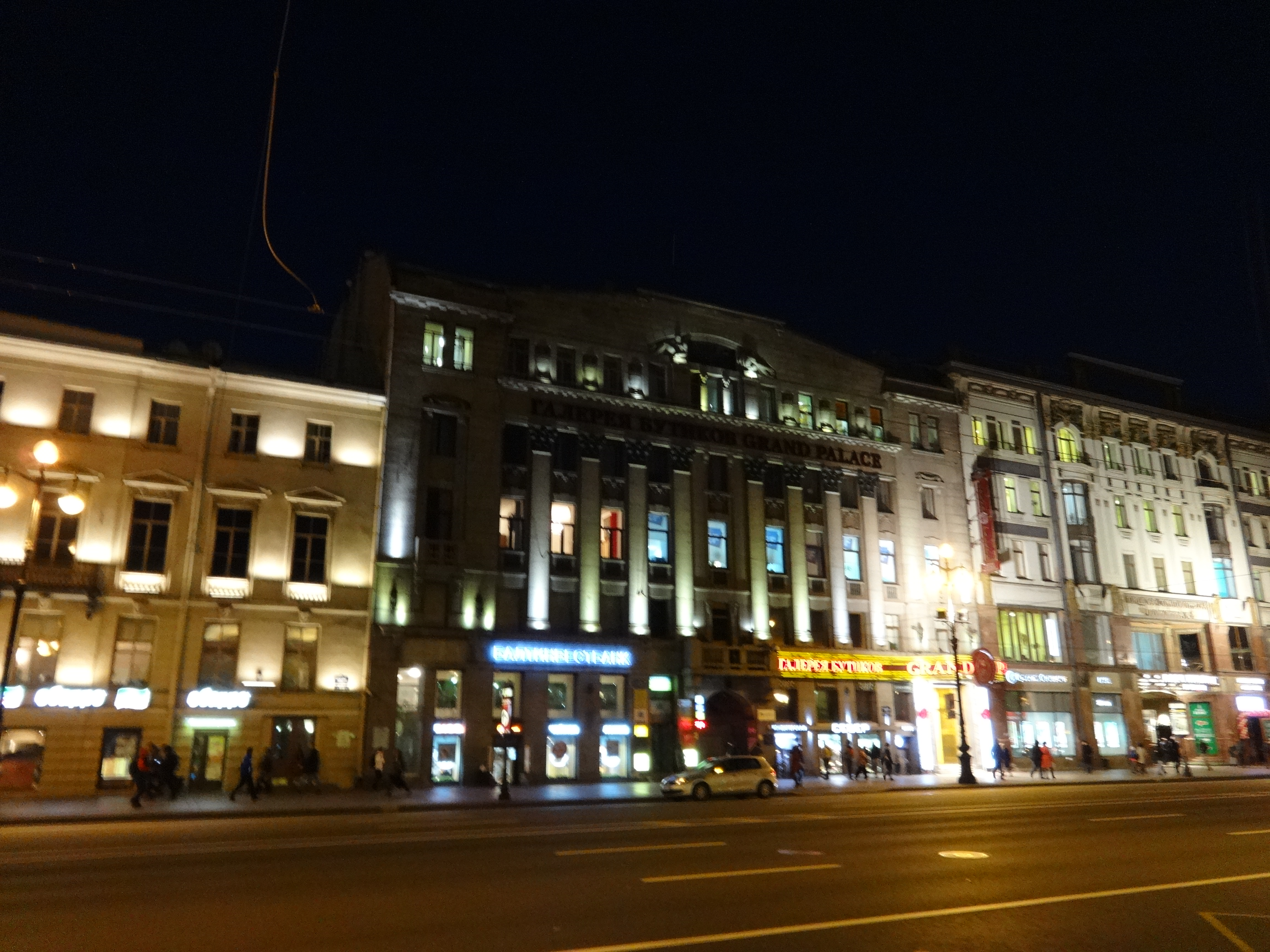
Невский проспект, 44 в вечернее время суток

Иван Яковлевич Урлауб через какое-то время открыл еще 2 магазина. Один из них размещался по адресу улица Б. Морская, 27, другой — улица Гороховая, 19. Специализацией его фирмы было изготовление глазных инструментов для проведения исследования глаз, определение рефракции. Также он занимался изготовлением офицерских биноклей, очков, пенсне, луп, микроскопов, зрительных приборов. Фирма выпускала глазные инструменты и приборы, ориентируясь на рекомендации, которые выдавали ведущие специалисты по офтальмологии.
В 1878 году Иван Яковлевич Урлауб числился купцом 2-й гильдии в Петербурге.
Иван Урлауб был женат на Людовике Деларуэ Эмилии Васильевне, у супругов было пятеро детей.
В 1879 году фирма И. Я. Урлауба стала официальным поставщиком Императорской медико-хирургической академии. В 1884 году Иван Урлауб был удостоен звания оптика Императорской Военно-медицинской академии
В 1890 году в его фирме начал работать отдел для исправления и переделок микроскопов разных систем и конструкций. Фирма И. Я. Урлауба стала выпускать карманные наборы линз, составлением которых занимался лейб-окулист, заведующий офтальмологическим отделением Санкт-Петербургского окружного военного госпиталя Н. И. Тихомиров, Н. А. Поляков, а также профессор офтальмологии клинического института великой княгини Елены Павловны Г. А. Донберг.
В 1899 году в Петербурге на врачебно-гигиенической выставке при третьем съезде общества русских врачей, фирма Ивана Яковлевича Урлауба получила Похвальный отзыв «За оптические инструменты новейших конструкций собственного производства». В 1890 году в Берлине на выставке при 10-м Международном Медицинском конгрессе — Почётный диплом за новые конструкции приборов для офтальмологии. В Лондоне в 1892 году фирма завоевала Почётную медаль за экспонаты по фотометрической оптике. В 1893 году в Петербурге фирма Урлауба завоевала Большую золотую медаль за безукоризненную шлифовку оптических стекол на Всероссийской гигиенической выставке. Эта выставка была отмечена посещением Александра III и императрицы Марии Федоровны. В 1894 году фирма получила Похвальный отзыв за микроскопы и аппараты по электротерапии во время десятого Съезда общества русских врачей.
У А. П. Чехова были пенсне фирмы Урлауб.
Иван Урлауб стал поставлять продукцию для частных, военных и гражданских учреждений, он стал «оптиком-механиком» Императорского института экспериментальной медицины, Морского военного госпиталя в Кронштадте, Императорского клинического института Великой княгини Елены Павловны и многих других учреждений.
На своей фабрике Иван Урлауб организовал подготовку мастеров и подмастерьев, принимая с 1879 года учеников в возрасте от 13 до 15 лет. В 1897 года среди подмастерьев и мастером стали появляться воспитанники Ремесленного отдела общества попечения о бедных и больных детях. По состоянию на 1902 год, обучение прошло 44 мальчика, которые стали мастерами по изготовлению очков, пенсне и разных приборов. В 1899 году во время проведения Ремесленной выставки в Санкт-Петербурге, работы учеников Ивана Урлауба получили Бронзовые медали Министерства финансов.
В 1896 году в Нижнем Новгороде прошла крупная Всероссийская промышленно-художественная выставка, в которой фирма Ивана Урлауба экспонировалась в научном и военном отделах. В научном отделе она демонстрировала оптические и окулистические приборы и принадлежности. В военном отделе фирма демонстрировала бинокли.
Бинокли носили название «Силосвет», отличались низкой ценой и широким полем зрения, также обладали способностью сильного увеличения и незначительного поглощения света. Фирме И. Я. Урлауба по итогам выставки присудили золотую медаль «За безукоризненную шлифовку оптических чечевиц и производство биноклей». Офицерские бинокли изготавливались из алюминия, их цена колебалась от 28 до 80 рублей, военно-морские бинокли можно было купить по 25 и 30 рублей. Военно-полевые бинокли образца Главного штаба можно было купить по 17 рублей, артиллерийские бинокли образца Кронштадтской крепостной артиллерии по 18 рублей, а военно-полевые бинокли новейшего образца, со складными переносьями по 20 рублей.
В 1899 году Иван Урлауб издал книгу «Очерк истории оптики и истории оптического производства в России». 28 ноября 1899 года рецензия на эту книгу была опубликована в «Правительственном Вестнике».
Фирма, созданная Иваном Урлаубом, принимала участие в Всемирной промышленной выставке в Париже в 1900 году. Из России участвовало 2500 участников, фирма Ивана Урлауба была награждена Серебряной медалью «За производство новейших защищающих очков русских типов». В 1901 году Иван Урлауб получил от Николая II Золотую медаль в связи с его заслугами по созданию оптических приборов.
В феврале 1902 года фирма «Оптик-механик И.Я Урлауб» отметила 25 лет с момента создания и начала работы.
После Октябрьской революции фирму национализировали, но Иван Урлауб остался в ней работать в качестве специалиста. Фирма прекратила работу в начале 1930-х годов. В 1932 году Иван Урлауб переехал в Германию и умер там в 1936 году.